# Arbeitsmarktökonomik
Die Arbeitsmarktökonomik ist eine Teildisziplin der Wirtschaftswissenschaften, die sich aus ökonomischer Sicht mit der Funktionsweise von Arbeitsmärkten befasst. Zentraler Untersuchungsgegenstand ist dabei das Angebot an und die Nachfrage nach Arbeit als essenziellem Produktionsfaktor. Im Fokus der Disziplin stehen zu diesem Zweck beispielsweise die Faktoren und Mechanismen, durch die die Entscheidung zur Arbeitsaufnahme, die Wahl des individuellen Arbeitseinsatzes, die Lohnhöhe sowie die Höhe der Arbeitslosigkeit beeinflusst werden.

## Die neoklassische Theorie
Im Standardmodell der neoklassischen Theorie folgt der Arbeitsmarkt denselben Regeln wie ein klassischer Gütermarkt und lässt sich analog dazu ebenfalls durch Angebots- und Nachfragekurven charakterisieren. Der Verlauf der Kurven ist von den individuellen Präferenzen der Arbeitsanbieter (Haushalte) und der Arbeitsnachfrager (Unternehmen) abhängig, wobei im einfachsten Modell von folgenden Voraussetzungen ausgegangen wird:
- Auf dem Arbeitsmarkt bestehen weder Marktzutrittsbarrieren noch andere Wettbewerbsbeschränkungen.
- Die Arbeitskraftanbieter sind homogen: Sie unterscheiden sich hinsichtlich ihrer Produktivität nicht und sind aus diesem Grund vollständig substituierbar (austauschbar). Zudem existiert keinerlei Diskriminierung.
- Der Arbeitsmarkt ist transparent: Alle Akteure (Arbeitsanbieter und -nachfrager) verfügen stets über vollständige Information, wissen also zu jedem Zeitpunkt über die aktuelle und zukünftige Marktsituation Bescheid. Dies schließt beispielsweise ein, dass sowohl Haushalten als auch Unternehmen der markträumende Anspruchslohn für eine Stelle bekannt ist.
- Die Anpassungsprozesse sind unendlich schnell und werden nicht durch Rigiditäten oder Friktionen beeinflusst. Angebot bzw. Nachfrage reagieren also beispielsweise sofort auf Preisveränderungen.
- Die Arbeitsanbieter sind vollständig mobil (und mobilitätsbereit), sodass Raumfaktoren keinerlei Relevanz für ihre Angebotsentscheidung besitzen.
- Es gibt keine Transaktionskosten. Hiermit werden insbesondere auch Kosten für die Informationsbeschaffung (zum Beispiel über offene Stellen) ausgeschlossen.

### Das Arbeitsangebot
Dem Arbeitsanbieter steht grundsätzlich eine Vielzahl von Möglichkeiten zur Verfügung, sein Zeitbudget aufzuteilen. Die denkbaren Aktivitäten können zur besseren Erfassbarkeit in verschiedene „Zeit(verwendungs)-Gruppen“ unterteilt werden, worunter beispielsweise Erwerbsarbeitszeit, Hausarbeitszeit, Regenerationszeit und Freizeit fallen. Zur Vereinfachung wird gewöhnlich nur zwischen Arbeit und Freizeit als Alternativen unterschieden, wobei der Begriff „Arbeit“ für Erwerbsarbeit und „Freizeit“ für alle anderen Aktivitäten steht.
Ein Akteur wählt diejenige Zeitallokation, die ihm den größtmöglichen Nutzen bringt (Prinzip der Nutzenmaximierung).

#### Bestimmung des individuellen Arbeitsangebots

Zwei Budgetgeraden zu unterschiedlichen Haushaltseinkommen und sowie die dazugehörigen höchstmöglichen Indifferenzkurven bzw.. wäre zwar bei mit beiden Budgets erreichbar, aber nicht optimal. Für die dargestellten Budgetgeraden gilt.

Ein individueller Akteur setzt sein (beliebig teilbares) Zeitbudget {\displaystyle T} stets entweder für Arbeit {\displaystyle H} oder Freizeit {\displaystyle F} ein. Die persönliche Freiheit, seine Zeit für verschiedene Verwendungszwecke einzuteilen, unterliegt daher der Zeitrestriktion
{\displaystyle T=\!\,H+F}.
({\displaystyle T} : Gesamtzeitbudget in Stunden, {\displaystyle H} : Arbeitszeit in Stunden, {\displaystyle F} : Freizeit in Stunden)
Neben dieser Zeitrestriktion besteht eine zweite Einschränkung, die Budgetrestriktion. Sie lässt sich als
{\displaystyle C\leq W\cdot H+G}
({\displaystyle C} : Konsumausgaben in Euro, {\displaystyle W} : Lohn in Euro / Stunde, {\displaystyle G} : Nichtlohneinkommen in Euro)
formulieren (aus Gründen der Übersichtlichkeit wurden alle Preise auf 1 normiert, sodass Nominal- und Realeinkommen identisch sind). Da nur eine Periode betrachtet und von einem positiven Grenznutzen des Einkommens ausgegangen wird, gilt für die Budgetgleichung eines nutzenmaximierenden Arbeitsanbieters {\displaystyle C=W\cdot H+G} (das gesamte Geldeinkommen wird ausgegeben). Die resultierende Budgetgerade weist die Steigung {\displaystyle \mathrm {d} C/\mathrm {d} F=-W} auf.
Als Nutzenmaximierer löst der Arbeitsanbieter somit das Maximierungsproblem
{\displaystyle {\underset {C,F}{\operatorname {max} }}\;U=U(C,F)}
unter der Nebenbedingung {\displaystyle C=W\cdot (T-F)+G}, wobei {\displaystyle U} quasi-konkav und stetig differenzierbar sei. Diejenigen Freizeit-Konsum-Kombinationen, die dasselbe Nutzenniveau stiften, bilden eine (streng monoton fallende und konvexe) Indifferenzkurve. Für diese gelten die klassischen Eigenschaften, insbesondere steigt das Nutzenniveau von Einkommen-Freizeit-Kombinationen mit zunehmender Entfernung der jeweiligen Kurve vom Ursprung. Bei einem maximal erreichbaren Einkommen von {\displaystyle Y_{1}} markiert im Schaubild der Punkt {\displaystyle A_{1}} den nutzenmaximalen Arbeitseinsatz. Die Steigung der Indifferenzkurve entspricht dort derjenigen der Budgetgerade; hierzu identisch lässt sich auch formulieren, dass das Grenznutzenverhältnis von Freizeit und Konsum dem Lohn {\displaystyle W} entspricht. Anders formuliert: „Das ‚subjektive‘ Austauschverhältnis zwischen den beiden Gütern ist gleich dem ‚objektiven‘ Austauschverhältnis, welches durch die Höhe des Lohnsatzes angegeben wird.“ In Punkt {\displaystyle A_{1}} liegt somit das Haushaltsgleichgewicht.
Die vorangegangenen Betrachtungen implizieren für das neoklassische Standardmodell als Ganzes die Existenz individueller Reservationslöhne, womit derjenige Lohnsatz bezeichnet wird, welcher mindestens erforderlich ist, um zur Aufnahme einer (weiteren) Stunde Arbeit zu motivieren. Der Reservationslohn entspricht somit gerade der Grenzrate der Substitution im tiefsten Punkt der Budgetgerade; er ist im obigen Modell einzig abhängig von der konkreten Gestalt der Nutzenfunktion {\displaystyle U} sowie der Höhe des Nichtlohneinkommens {\displaystyle G}, wobei er von diesem positiv abhängig ist (sofern Freizeit ein normales Gut ist).

#### Reaktion auf Lohn- und Einkommensänderungen

Auswirkungen einer Lohnerhöhung. Die graphische Hicks-Zerlegung offenbart einen auf die Arbeitszeit positiven Substitutionseffekt und einen betragsmäßig geringeren negativen Einkommenseffekt. In der Summe führt die Lohnerhöhung hier im Beispiel also zu einer Ausweitung der Arbeitszeit.

Rückwärtsgebogene Arbeitsangebotskurve (backward-bending)

Bei einer Lohnerhöhung sind für einen Arbeitnehmer zwei Reaktionen denkbar. Er kann zum einen sein Arbeitsangebot ausweiten, also mehr arbeiten und dafür auf einen Teil seiner Freizeit verzichten. Ökonomisch ist dies mit den Opportunitätskosten der Freizeit begründbar: Steigt der angebotene Lohn, wird es relativ teurer, nicht zu arbeiten. Dieser Effekt wird als Substitutionseffekt bezeichnet, weil der Arbeitsanbieter Freizeit durch Arbeit substituiert (ersetzt). Eine zweite denkbare Reaktion ist die Einschränkung des Arbeitsangebotes – der Lohnzuwachs gibt dem Arbeiter die Möglichkeit, sich anderen Gütern zuzuwenden (Urlaub, Familie etc.). Hierbei handelt es sich um den Einkommenseffekt. Der Einkommenseffekt bei einer Lohnerhöhung unterscheidet sich von einem Einkommenseffekt auf einem klassischen Gütermarkt dergestalt, dass sich das monetäre Einkommen eines Akteurs (qua definitionem) verändert, während dies bei entsprechenden Preisänderungen auf anderen Märkten nicht der Fall ist.
Aus diesem Grund kann man den Einkommenseffekt in einen „normalen“ oder „reinen“ Einkommenseffekt und einen „zusätzlichen“ Einkommenseffekt (endowment income effect) zerlegen. Ersterer ist hinsichtlich einer Lohnerhöhung aufgrund der Annahme der Normalität von Freizeit immer negativ, was leicht einzusehen ist, wenn man sich vorstellt, dass statt des Lohneinkommens das Nichtlohneinkommen erhöht würde. Das Vorzeichen des letzteren ist hingegen nicht bestimmt, sodass eine Erhöhung des Lohnsatzes theoretisch auch durchaus zur Einschränkung der Arbeitszeit führen kann, obwohl Arbeit an sich ein normales Gut ist. Tatsächlich ist davon auszugehen, dass die Stärke des Einkommenseffektes eng mit der Höhe des Einkommens zusammenhängt, das der Akteur bislang bezogen hat: Erhöht sich der Lohn, steigt zunächst auch das Arbeitsangebot, ab einem Reallohn {\displaystyle w'} verringert es sich dann jedoch wieder. Dies impliziert für Angebotskurven mitunter halbkreisartige, rückwärtsgebogene Verläufe (backward-bending labor supply curve). In der Literatur wird diese Unterteilung des Einkommenseffektes meist nicht vorgenommen und man spricht schlicht von einem in seiner Wirkrichtung unbestimmten Gesamteffekt.
Die Auswirkung einer Lohnänderung auf den Arbeitseinsatz lassen sich mittels der (Marshall’schen) Elastizität des Arbeitsangebots {\displaystyle \epsilon } beziffern. Sie ist definiert als
{\displaystyle \epsilon ={\frac {\Delta H^{*}/H^{*}}{\Delta W/W}}={\frac {\Delta H^{*}}{\Delta W}}\cdot {\frac {W}{H^{*}}}}
und gibt die prozentuale Änderung der Arbeitszeit an, die eine einprozentige Lohnänderung nach sich zieht. Dominiert der Substitutionseffekt, gilt wegen {\displaystyle \Delta H/\Delta W<0} auch {\displaystyle \epsilon >0}, ein Überwiegen des Einkommenseffektes impliziert dementsprechend {\displaystyle \epsilon <0}.

#### Erweiterungen
In der Literatur werden vielerlei Erweiterungen des klassischen Modellrahmens angeregt. Eine modellierbare Unzulänglichkeit des Grundmodells besteht beispielsweise darin, dass sich aufgrund der dichotomen „Zeitverwendungsgruppen“ Unterschiede in den Präferenz- und Nutzenstrukturen von Aktivitäten im Bereich des Nichtlohneinkommens unberücksichtigt bleiben. Dies beinhaltet insbesondere die Tatsache, dass Haushalte einen erheblichen Teil ihrer Zeit für produktive Tätigkeiten aufwenden (man denke an Kochen [in Substitutionsbeziehung zum Restaurantbesuch] oder auch Schlafen [als Bedingung für die erfolgreiche Erwerbsarbeit]). Gary Becker (1965) versucht in diesem Lichte, das Modell der Realität durch die Einführung einer Produktionskomponente im Nutzenmaximierungsproblem stärker anzunähern. Die verschiedenen Aktivitäten eines Haushalts können so ihrerseits positiv oder negativ in das Entscheidungskalkül einfließen. Ein anderer Teil der Literatur versucht, die Rolle familiärer Strukturen in das Modell miteinzubeziehen. Beispielsweise kann man hierzu individuelle Budgetrestriktionen aggregieren und/oder die individuellen Nutzen der Familienmitglieder aggregieren, sodass nur noch der Gesamtnutzen unter Beschränkung des Gesamtbudgets maximiert wird. Pierre-André Chiappori regte zum Beispiel in mehreren Arbeiten ein Kollektivmodell an, in dem die Haushaltsmitglieder zwar individuell ihren Nutzen maximieren, dieser aber auch vom individuellen Nutzen anderer Haushaltsmitglieder abhängig ist, sodass es effektiv zu einer gewissen Aufteilung individueller Risiken kommt.
Eine weitere Gruppe von Erweiterungsansätzen setzt an der Linearität der Budgetbeschränkung ein. In der Realität wird es hieran in aller Regel fehlen, da beispielsweise progressiv erhobene Steuern die Budgetbeschränkung endogenisieren, dergestalt dass die realisierbare Budgetmenge nunmehr als eine Funktion der Arbeitszeit behandelt werden muss.

### Die Arbeitsnachfrage
Der Arbeitsnachfrager folgt der Maxime der Gewinnmaximierung. Wie auch bei der Theorie des Arbeitsangebots werden bereits durch diese Grundannahme viele Akteure ausgeblendet, darunter beispielsweise Non-Profit-Organisationen oder auch der Staat. Arbeit ist für eine Unternehmung einer der Produktionsfaktoren und wird mit anderen Faktoren wie Kapital so kombiniert, dass ein möglichst hoher Gewinn abfällt. Arbeit verfügt über ein positives Grenzprodukt, d. h. eine zusätzliche Einheit Arbeit ist stets geeignet, den Output des Arbeitsnachfragers zu erhöhen. Ob ein Arbeiter jedoch überhaupt eingestellt wird, ist zum einen abhängig von den entstehenden Lohnkosten, zum anderen aber auch von den Kosten anderer Produktionsfaktoren (zum Beispiel Kapital) sowie weiteren spezifischen Einzelfaktoren, die den Absatz der Firma bestimmen (beispielsweise der Produktivität eines Arbeitnehmers).

#### Bestimmung der individuellen Arbeitsnachfrage in kurzer Frist
Als relevant für die Arbeitsnachfrageentscheidung werden in der Regel die Inputfaktoren Kapital und Arbeit betrachtet. Da auf kurze Frist üblicherweise der Kapitalstock und andere Einflussfaktoren wie die Betriebsgröße als konstant angenommen werden, ist Arbeit in kurzer Frist der einzige variable Produktionsfaktor. Hieraus folgt die allgemeine kurzfristige Produktionsfunktion {\displaystyle F(L)=Q({\overline {K}},L)}, für die annahmegemäß die folgenden Eigenschaften gelten:
- Zunächst drei typisch neoklassische Eigenschaften:

(1) Arbeit ist ein notwendiger Produktionsfaktor. Dies folgt der generellen Annahme, dass eine Firma ohne den Einsatz eines einzigen Arbeiters keinerlei Güter herstellen kann.
{\displaystyle F\!\,(0)=0}
(2) Arbeit hat ein positives Grenzprodukt, das heißt der Output einer Firma steigt mit zunehmendem Arbeitseinsatz:
{\displaystyle F\!\,'(L)>0}
(3) Das Grenzprodukt nimmt bei zunehmendem Arbeitseinsatz ab – in Verbindung mit der zuvor genannt Bedingung bedeutet das also, dass zwar jeder weitere Arbeiter die Produktion eines Unternehmens erhöht, diese Mehrproduktion aber immer geringer wird, je mehr Arbeiter bereits beschäftigt sind:
{\displaystyle F\!\,''(L)<0}
- Eine Shutdown-Bedingung:

(4) Es findet sich auf dem Arbeitsmarkt stets ein Arbeitnehmer, dessen physisches Grenzprodukt ausreichend hoch ist, um den Reallohn zu decken. Dies führt auf
{\displaystyle F\!\,'(0)-w>0}
- Schließlich die so genannte Inada-Bedingung:

(5) Die Unternehmung kann nicht unbegrenzt Gewinn erwirtschaften, indem sie den Arbeitsinput erhöht:
{\displaystyle \lim _{L\to \infty }F\!\,'(L)=0}

Die kurzfristige Arbeitsangebots- und -nachfragekurve. Auf der Abszisse ist der Arbeitseinsatz, auf der Ordinate der Lohn aufgetragen. Die Arbeitsnachfrage entspricht dem Wertgrenzprodukt der Arbeit (WGP) sowie den Grenzkosten der Arbeit (GK_{L}) und fällt im Lohnsatz.
Das Arbeitsangebot aus Sicht des einzelnen Unternehmers ist wegen der Annahme vollständigen Wettbewerbs auf dem Absatzmarkt perfekt unelastisch (der Einzelakteur hat keinen Einfluss auf die Lohnhöhe).

Für die Bestimmung der Wirkmechanismen der Arbeitsnachfrage ist entscheidend, welche Annahmen über den Arbeitsmarkt und über den Absatzmarkt des produzierten Gutes getroffen werden. Zunächst wird im Folgenden von einem Unternehmen ausgegangen, das in einem kompetitiven Arbeits- und Gütermarktumfeld operiert (im nachfolgenden Abschnitt „Formen unvollständigen Wettbewerbs“ werden diese Annahmen dann sukzessive aufgegeben). Konkret bedeutet dies, dass zum einen der Lohn nicht von der Einstellungsentscheidung des Unternehmens abhängig ist, zum anderen dass auch der Güterpreis {\displaystyle P} nicht dadurch beeinflusst werden kann, wie viel der einzelne Akteur produziert. Ein Unternehmen, die in einem solchen Umfeld produziert, folgt dann beispielsweise der Gewinnfunktion
{\displaystyle {\underset {{\overline {K}},L}{\Pi }}=\!\,\underbrace {P\cdot F(L)} _{\text{Umsatz}}-\underbrace {W\cdot L} _{\text{Arbeitskosten}}-\underbrace {(R\cdot {\overline {K}}+T)} _{\text{Fixkosten}}}
({\displaystyle \Pi } : Gewinn, {\displaystyle K} : Kapital [hier konstant], {\displaystyle L} : Arbeitseinsatz, {\displaystyle P} : Preis einer Gütereinheit, {\displaystyle F} : Absatzmenge, {\displaystyle W} : Lohn / Stunde, {\displaystyle R} : Kapitalnutzungskosten, {\displaystyle T} : Steuern/Abgaben etc.)
Notwendig für ein Maximum ist dann:
{\displaystyle \Pi _{L}=P\cdot F\!\,'(L)-W=0} {\displaystyle \Rightarrow W=P\cdot F\!\,'(L)}
{\displaystyle P\cdot F\!\,'(L)} – also das Produkt aus Absatzpreis und dem physischen Grenzprodukt der Arbeit – wird dabei als Wertgrenzprodukt der Arbeit (englisch value of the marginal product) bezeichnet. Da das physische Grenzprodukt definitionsgemäß derjenigen Produktionsmenge entspricht, die eine zusätzliche Einheit Arbeit hervorbringen würde, beschreibt das Wertgrenzprodukt der Arbeit den Umsatz, den das Unternehmen durch Einsatz einer weiteren Arbeitseinheit erzielen könnte. Aus der Gleichung folgt, dass das Wertgrenzprodukt der Arbeit im Optimum dem Lohn {\displaystyle W} entsprechen muss. Liegt es darüber, bringen neue Arbeiter eine Gewinnsteigerung mit sich, liegt es darunter, wäre ein neues Arbeitsverhältnis offensichtlich nicht mehr rentabel und die Firma würde demgemäß so lange Arbeiter einstellen bzw. entlassen, bis das Wertgrenzprodukt der Belegschaft dem Belegschaftslohn entspricht. Entsprechend ist die Kurve des Wertgrenzprodukts auf kompetitiven Märkten – wie in der Abbildung verdeutlicht – aufgrund der exogenen Gegebenheit des Lohnes mit der Arbeitsnachfragekurve identisch.
Betrachtet man die Auswirkungen einer Lohnerhöhung auf die nachgefragte Arbeit, so ist der Effekt unmittelbar aus den getroffenen Annahmen ersichtlich – die Arbeitsnachfrage sinkt. Im Fall der Arbeitsnachfrage gibt es also anders als beim Arbeitsangebot keine zwei konträren quantitativen Effekte.

#### Monopolistische Strukturen
Gibt man die Annahme der vollständigen Konkurrenz auf dem Gütermarkt auf, ist der Preis nicht mehr fix vorgegeben; vielmehr nimmt das Unternehmen durch die von ihm produzierte Gütermenge nun direkten Einfluss auf den Marktpreis. Hierbei handelt es sich um eine Form von Monopolmacht, sodass neu {\displaystyle P=P(Q)} (wobei weiterhin {\displaystyle Q=F(L)}). Für die Gewinnfunktion gilt demnach
{\displaystyle {\underset {{\overline {K}},L}{\Pi }}=\!\,\underbrace {P[F(L)]\cdot F(L)} _{\text{Umsatz}}-\underbrace {W\cdot L} _{\text{Arbeitskosten}}-\underbrace {(R\cdot {\overline {K}}+T)} _{\text{Fixkosten}}},
im Maximum mithin notwendig (und auch hinreichend)
{\displaystyle \Pi _{L}=F'(L)\cdot P\!\,'[F(L)]\cdot F(L)+P[F(L)]\cdot F\!\,'(L)-W=0}

{\displaystyle \implies W=P(Q)\cdot F\!\,'(L)+Q\cdot Q\!\,'(L)\cdot P\!\,'(Q)}

Faktornachfrage des Monopolisten. Die Kurve des Grenzerlösproduktes fällt stärker in als die Kurve des Wertgrenzprodukts des kompetitiven Akteurs; dadurch realisiert der Monopolist eine geringere Arbeitsnachfrage.

Ein äquivalenter Ausdruck hierfür eignet sich besser für die Betrachtung der Unterschiede zum Modell mit vollkommenem Wettbewerb:
{\displaystyle W=P(Q)\cdot F\!\,'(L)\cdot \left(1+{\frac {1}{\eta }}\right)}
({\displaystyle \eta } : Elastizität der Nachfrage auf dem Absatzmarkt)
Die vorstehende Bedingung für den gewinnmaximierenden Lohn in einem Arbeitsmarkt monopsonistischer Prägung ist das funktionale Äquivalent zum Wertgrenzprodukt bei vollständigem Wettbewerb; es unterscheidet sich von diesem einzig durch den Elastizitätsfaktor {\displaystyle (1+1/\eta )}. Tatsächlich handelt es sich bei dem resultierenden Ausdruck für {\displaystyle W} um eine verallgemeinerte Form des Wertgrenzprodukts im vollkommenen Wettbewerb und man bezeichnet den Ausdruck generell als Grenzerlösprodukt (marginal revenue product, MRP). Eine Verallgemeinerung liegt deshalb vor, weil auf einem kompetitiven Markt gerade {\displaystyle P(Q)=Q} und {\displaystyle \eta \rightarrow -\infty } gilt, sodass sich das Grenzerlösprodukt unmittelbar in seine spezielle Ausprägung des Wertgrenzproduktes überführen lässt.
Damit impliziert das neoklassische Standardmodell für Fälle unvollständigen Wettbewerbs zugleich eine geringere Arbeitsnachfrage als im kompetitiven Fall. Dies deshalb, weil im Fall von unvollständigem Wettbewerb stets auf dem elastischen Teil der Nachfragekurve produziert wird – da die Nachfrageelastizität {\displaystyle \eta } dann aber stets negativ ist, ist auch das Grenzerlösprodukt stets geringer als das Wertgrenzprodukt. Die intuitive Erklärung für diese Tatsache besteht darin, dass die Einstellung eines zusätzlichen Arbeiters zugleich zu einer Erhöhung des Outputs führt. Wenn das Unternehmen auf dem Absatzmarkt aber über Preissetzungsmacht verfügt, wird die Ausweitung der Produktion nach den Gesetzen von Angebot und Nachfrage den Absatzpreis verringern ({\displaystyle P(Q)} fällt in {\displaystyle Q}). Die Einstellung von zusätzlichen Arbeitnehmern ist folglich nicht mehr so lukrativ.

#### Monopsonistische Strukturen

Arbeitsnachfrage im Monopson. Im kompetitiven Arbeitsmarkt sind Grenz- und Durchschnittskosten der Arbeit identisch, weil das Unternehmen als Preisnehmer bezüglich des Lohnsatzes auftritt. Bei Marktmacht liegen die Grenzkosten über den Durchschnittskosten: die Arbeitsnachfrage ist geringer, ebenso der gezahlte Lohn.

Mindestlohn im Monopson. Die rote Kurve markiert die neuen Grenzkosten der Arbeit nach einer Einführung eines Mindestlohnes in Höhe von mit.

Ein viel beachteter Sonderfall des nicht kompetitiven Arbeitsmarktumfeldes stellt das Monopson (auch: „Nachfragemonopol“) dar, bei dem es lediglich einen Arbeitsnachfrager gibt. Während bei vollkommenem Wettbewerb das Unternehmen als „Preisnehmer“ in Bezug auf den Lohnsatz {\displaystyle W} agiert – es also auf individueller Ebene mit einer horizontalen Arbeitsangebotskurve konfrontiert ist, bei der jede marginale Lohnsatzsenkung unter den Marktlohn den Verlust der Belegschaft mit sich brächte –, besteht bei Formen des monopsonistischen Wettbewerbs ein direkter Einfluss auf den sich auf dem Markt bildenden Lohn. Der Lohn ist folglich neu eine Funktion der nachgefragten Arbeitsmenge: {\displaystyle W=W(L)}. Dabei gilt zudem {\displaystyle W'(L)>0}, es liegt also eine steigende Arbeitsangebotskurve vor.
Analog zu obigem Fall gilt im Monopsonmodell für die Gewinnfunktion neu
{\displaystyle {\underset {{\overline {K}},L}{\Pi }}=\!\,\underbrace {P\cdot F(L)} _{\text{Umsatz}}-\underbrace {W(L)\cdot L} _{\text{Arbeitskosten}}-\underbrace {(R\cdot {\overline {K}}+T)} _{\text{Fixkosten}}}
und im Maximum notwendig (und auch hinreichend)
{\displaystyle \Pi _{L}=P\cdot F\!\,'(L)-[W\!\,'(L)\cdot L+W(L)]=0}

{\displaystyle \implies P\cdot F\!\,'(L)=W\!\,'(L)\cdot L+W(L)}
Das Wertgrenzprodukt der Arbeit muss also gerade den Grenzkosten der Arbeit entsprechen. Für den Lohnsatz {\displaystyle W} lassen sich daraus im Vergleich zum kompetitiven Fall wichtige Aussagen treffen. Weil {\displaystyle W\!\,'(L)\cdot L>0} gemäß den Voraussetzungen, ist der Lohn {\displaystyle W(L)} im Umfeld eines Monopsons oder monopsonistischer Konkurrenz offensichtlich geringer als bei vollständigem Wettbewerb.
Dies ist ein generelles Resultat. Intuitiv besteht die Erklärung darin, dass die Arbeitsnachfrageentscheidung bei vollständiger Konkurrenz auf dem Arbeitsmarkt den Marktlohn nicht beeinflusst; kommt der Firma aber wie im Monopsonfall Marktmacht zu, steigert eine höhere Nachfrage des Monopsonisten entsprechend den Gesetzen von Angebot und Nachfrage auch den Preis des nachgefragten Gutes, der im Falle von Arbeit eben gerade im Lohn besteht. Dieser Effekt wirkt sich wiederum negativ auf den Gewinn des Unternehmens aus, weshalb die Arbeitsnachfrage eines Monopsonisten auch hinter der eines Akteurs bei vollständiger Konkurrenz zurückbleibt. Da der Lohnsatz aber in der Arbeitsnachfrage steigt, stellt der Monopsonist nicht nur weniger Arbeiter ein als dies im vollkommenen Wettbewerb der Fall wäre, sondern entlohnt die Belegschaft zusätzlich auch noch geringer.
Ein sozialer Planer kann den negativen Effekten eines Monopsons auf Beschäftigung und Lohn grundsätzlich durch die Einführung eines Mindestlohns beikommen. Wie man grafisch der Abbildung entnehmen kann, führt ein Mindestlohn in Höhe von {\displaystyle w_{\text{min}}} zu einer Änderung der Grenzkostenstruktur. In jenem Bereich, in dem die Faktorgrenzkosten über dem Wertgrenzprodukt bzw. Grenzerlösprodukt liegen, setzt ein Mindestlohn, der oberhalb des Monopsonlohns, aber unterhalb des durch den Schnittpunkt von ursprünglicher Grenzkostenkurve und der Kurve des Grenzprodukts gegebenen Maximallohnsatzes (im Schaubild: {\displaystyle GK_{L}^{*}}) liegt, die Grenzkosten der Arbeit exogen auf die Höhe des Mindestlohnes (so lange der Mindestlohn nicht gerade oberhalb der Grenzerlösproduktes liegt – aber dort wird auch keine Arbeit mehr nachgefragt). Der Mindestlohn nähert das imperfekte Marktergebnis damit dem für Arbeitsanbieter wünschbaren Ergebnis des vollständigen Wettbewerbs an. Setzt man den Mindestlohn exakt gleich dem Kompetitivlohn werden sogar sämtliche Negativeffekte des Monopsons auf Beschäftigung und Lohn neutralisiert. Jeder Mindestlohn unterhalb des Monopsons wäre hingegen nicht bindend und damit wirkungslos; jeder Mindestlohn über {\displaystyle GK_{L}^{*}} würde im Vergleich zum kompetitiven Gleichgewicht wieder zu einem Rückgang der Arbeitsnachfrage (und damit Arbeitslosigkeit) führen.

#### Bestimmung der individuellen Arbeitsnachfrage in langer Frist
Während in kurzer Frist der Kapitalbestand als fixe (da exogene) Größe aufgefasst werden kann, ist dies langfristig meist nicht der Fall. Dies deshalb, weil in größeren Zeithorizonten die Möglichkeit besteht, dass Arbeit und Kapital zueinander in begrenztem Maße in einer Substitutionsbeziehungen stehen. So lässt sich ja auch in der Realität beobachten, dass im Zuge von Technologisierungsprozessen bestimmte Arbeitsplätze durch Roboter ersetzt werden.
Langfristig gilt daher zunächst die neue Produktionsfunktion {\displaystyle G(K,L)=Q(K,L)} und es muss sowohl die gewinnmaximale Arbeits- als auch die gewinnmaximale Kapitalmenge maximiert werden. Daher ist es nun – besonders einfache und entsprechend konstruierte Funktionsverläufe vorausgesetzt – in einer Situation mit einem kompetitivem Gütermarktumfeld (der allgemeine Fall bleibt an dieser Stelle unberücksichtigt) erforderlich, dass neben der bereits bekannten Bedingung für den gewinnmaximalen Arbeitseinsatz,
{\displaystyle \!\,W=P\cdot G_{L}(K,L)},
überdies die Bedingung für die gewinnmaximale Kapitalmenge erfüllt sein muss:
{\displaystyle \!\,K=P\cdot G_{K}(K,L)}
Zusammengefasst folgt:
{\displaystyle \!\,{\frac {W}{G_{L}(K,L)}}={\frac {K}{G_{K}(K,L)}}}
Die Bedingung besagt, dass ein gewinnmaximierendes Unternehmen so lange seinen Arbeits- und Kapitaleinsatz modifiziert, bis die Grenzkosten, die bei der Produktion einer weiteren Gütereinheit mittels Arbeit entstünden, identisch zu denjenigen sind, die bei der Produktion mittels Kapital anfielen.

### Übertragung in die Makroebene

Die Arbeitsangebotskurve steigt, da wie üblich angenommen wird, dass der Substitutions- den Einkommenseffekt bei einer Lohnerhöhung betragsmäßig übersteigt.
Angebots- und Nachfragekurve implizieren in ihrem Schnittpunkt ein Gleichgewicht; für Lohnsätze unter dem Gleichgewichtslohn ergibt sich ein Nachfrage-, für solche darüber ein Angebotsüberschuss.

Die beschriebene statische Sichtweise ermöglicht eine sehr einfache Übertragung dieses an sich mikroökonomischen Analysemodells in eine makroökonomische Dimension, indem das Marktgeschehen als Interaktion eines repräsentativen Arbeitsanbieters und eines repräsentativen Arbeitsnachfragers betrachtet wird. Diese Vorstellung findet ihren Niederschlag in einem entsprechenden Marktdiagramm, das rechtsstehend wiedergegeben ist: Je höher der Lohnsatz, desto geringer die nachgefragte Arbeit und desto höher die angebotene Arbeit.
Sieht man, wie dies der Kern des Konzepts des repräsentativen Akteurs ist, das gesamtwirtschaftliche Angebot bzw. die gesamtwirtschaftliche Nachfrage als Aggregation individueller Arbeitsnachangebots- und Arbeitsnachfragekurven, lässt sich feststellen, dass die bloße horizontale Aggregation von Arbeitsnachfragekurven zu fehlerhaften Ergebnissen führt. Dem liegt nicht nur zugrunde, dass Arbeitsnachfragekurven prinzipiell nur dann horizontal aggregiert werden können, wenn der Absatzpreis vollständig fixiert ist (das heißt vollständiger Wettbewerb auf dem Absatzmarkt herrscht). Vielmehr ließe das Verfahren unberücksichtigt, dass die Tatsache, dass jedes einzelne Unternehmen für sich den Marktpreis des Absatzgutes nicht durch Änderungen seiner Güterproduktion beeinflussen kann, nicht auch bedeutet, dass der Absatzpreis auch dann konstant bliebe, wenn jedes Unternehmen seinen Output verändert. Bei der aggregierten Nachfragekurve muss daher beachtet werden, dass beispielsweise die Erhöhung des Arbeitseinsatzes über eine Erhöhung des Outputs zu einer Verringerung des Absatzpreises führen wird, wodurch aber wiederum ein Anreiz geschaffen wird, den Arbeitseinsatz zu verringern. In der Konsequenz führt der beschriebene Mechanismus dazu, dass ungeachtet der Marktstruktur die aggregierte Nachfrage einen steileren fallenden Verlauf haben wird als eine Kurve, die durch horizontale Aggregation entstanden ist.
Das Gleichgewicht, das durch den Schnittpunkt von Angebots- und Nachfragekurve angezeigt wird, ist der einzige stabile Marktzustand. Für jeden Lohn {\displaystyle \!\,w>w^{*}} gäbe es beschäftigungslose Arbeitsanbieter, die bereit wären, zu einem Lohn {\displaystyle w'\in (w^{*},w)} zu arbeiten, sodass auf der Anbieterseite ein gegenseitiger Unterbietungswettbewerb in Gang gesetzt würde, an dessen Ende wieder der Gleichgewichtslohn steht;. Analog gäbe es für jeden Lohn {\displaystyle \!\,w<w^{*}} Unternehmen, die zusätzliche Arbeitskraft nachfragen wollen und die dafür eine Zahlungsbereitschaft von {\displaystyle w'\in (w,w^{*})} aufbringen, sodass ein Überbietungswettbewerb einsetzen würde. Zugleich ist das Gleichgewicht auch der einzige Pareto-optimale Marktzustand: Für jeden (Lohn)zustand {\displaystyle \!\,w'\neq {}w^{*}} besteht, wie man anhand einer Kontraktkurve einsehen kann, eine Reformmöglichkeit, die mindestens einen Akteur besser stellt, ohne irgendeinen anderen – ungeachtet ob Haushalt oder Unternehmen – schlechter zu stellen.

### Kritik
Die Annahmen des statischen (neoklassischen) Standardmodells weichen in vielfacher Hinsicht von den Beobachtungen in der Realität ab. Es vermag so beispielsweise nicht zu berücksichtigen, dass Arbeitnehmer tatsächlich nur selten die Möglichkeit haben, vollkommen eigenständig über die Zahl der geleisteten Arbeitsstunden zu entscheiden. Das Standardmodell kann zudem die Okkurenz von Lohndifferentialen nicht erklären. Ebenso wird Vermachtungsstrukturen auf der Arbeitgeber- und Arbeitnehmerseite nur unzureichend Rechnung getragen. Zwar ist es möglich, mithilfe verschiedener Elastizitätsparameter verschiedene Grade von Monopol- oder Monopsonmacht in das Modell zu integrieren, allerdings führt die für deren Schätzung erforderliche Aggregation unweigerlich zu einem Informationsverlust.

## Suchtheorie und Matchingtechnologie

### Die Mikro-Ebene – Arbeitnehmer als Sucher
Eine der grundlegenden Annahmen des neoklassischen Basismodells des Arbeitsmarktes besteht darin, dass alle Marktakteure über perfekte Information verfügen. So wissen sie beispielsweise über verfügbare Arbeitsplatzangebote ebenso Bescheid wie über die dazugehörigen Anforderungen und ihre jeweiligen Anspruchslöhne. Diese, der wahrgenommenen Realität offensichtlich zuwiderlaufende Prämisse wird in der insbesondere seit den 1970er-Jahren gebräuchlichen Suchtheorie des Arbeitsmarktes aufgegeben. Suchtheoretische Modellierungen des Arbeitsmarkt nehmen dabei die einer Beschäftigung vorangehende Arbeitsplatzsuche in den Blick – da Arbeitsanbieter nicht über perfekte Information verfügen, ist dieser Suchprozess selbst eine produktive Tätigkeit und Arbeitsanbieter stehen in einem friktionsbehafteten Marktumfeld beständig vor der Frage, welchen Teil ihres Zeitbudgets sie für ihre eigentliche Tätigkeit und welchen sie für die Suche nach einem (für sie produktiveren) Job aufwenden sollen. Dabei sind Arbeitsanbieter und Arbeitsnachfrager beiderseits darum bemüht, bestehende Vakanzen (d. h. offene Stellen) zu besetzen; der schon beschriebene Suchprozess muss dann zunächst zu einem Zusammentreffen zweier Akteure führen; an seinem Ende steht schließlich mit einer gewissen „Kontraktwahrscheinlichkeit“ ein Match (d. h. eine erfolgreiche Übereinkunft zwischen den Parteien).
Während bei den ersten Suchmodellen – insbesondere demjenigen von George J. Stigler (1962), das weithin als Ursprung der Suchtheorie des Arbeitsmarktes gilt – noch eine Zwei-Perioden-Betrachtung vorherrschte, in der die Arbeitsanbieter die optimale Zahl ihrer Schritte (d. h. der durchgeführten Kontakte) ex ante festlegen, dann die jeweiligen Lohnofferten für die zufällig ausgewählten Vakanzen einholen, untereinander vergleichen und schließlich das am höchsten rentierende potenzielle Match zustande kommen lassen, gründen spätere Modelle auf sequenziellen Prozessen (McCall 1970, Mortensen 1970). Im Folgenden wird das Grundprinzip der Suchtheorie anhand eines einfachen Modells beschrieben.

#### Grundmodell (Franz 2006)
Dem im Folgenden skizzierten Modell wohnt der Gedanke inne, dass der Sucher in jeder Periode {\displaystyle t} ein Unternehmen aufsucht und bei diesem ein Lohnangebot einholt. Allerdings weiß er bis zu seiner direkten Kontaktaufnahme mit dem Unternehmen nicht, wie hoch ein solches – falls er denn überhaupt eines erhält (die Wahrscheinlichkeit hierfür beträgt {\displaystyle q}, siehe nächster Absatz) – überhaupt ausfallen würde. Vielmehr folgt die Lohnhöhe einer sich über die Zeit nicht ändernden Dichtefunktion {\displaystyle f(w)} und die einzelnen Offerten sind unabhängig und identisch verteilt (i.i.d.). Schließlich muss der Sucher nach jeder Offerte {\displaystyle w} (der Lohn sei das einzige Charakteristikum eines Arbeitsplatzes) entscheiden, ob er die Stelle annimmt oder nicht. Nimmt er sie nicht an, verzichtet er damit nicht nur auf das angebotene Einkommen, sondern muss darüber hinaus Suchkosten in der nächsten Periode in Kauf nehmen; nimmt er das Angebot hingegen an, entgehen ihm höhere Einkommen, die ihm in den Folgeperioden angeboten würden.
Zusammengefasst lauten die Grundannahmen im Einzelnen:
1. Arbeitsanbieter sind homogen, werden allerdings mit unterschiedlichen Lohnangeboten konfrontiert;
2. Arbeitsanbieter kennen die Verteilung der Löhne, wissen allerdings nicht, von welchem Unternehmen welcher Lohn angeboten wird;
3. Arbeitsanbieter bevorzugen einen hohen vor einem niedrigen Lohn, wobei sie darauf abzielen, ihr (diskontiertes) Lebenseinkommen zu maximieren;
4. jede Kontaktaufnahme mit einem Unternehmen verursacht Suchkosten.

Man nimmt zunächst an, dass die Wahrscheinlichkeit, dass einem Arbeitssuchenden überhaupt ein Arbeitsplatz angeboten wird, {\displaystyle q} beträgt. Diese Wahrscheinlichkeit ist von Sucher zu Sucher verschieden – Persönlichkeit, Qualifikation oder andere individuelle Faktoren nehmen maßgeblichen Einfluss auf ihren Wert. Zudem wirkt sich der Lohnsatz, durch den eine Stelle charakterisiert ist, negativ auf {\displaystyle q} aus; je höher der angebotene Lohn, desto mehr Arbeitsanbieter werden sich um die Stelle bemühen und desto geringer wird für den Einzelnen die Chance sein, eine Offerte zu erhalten. Sei also {\displaystyle \mathbf {z} } ein Vektor der individuellen Faktoren und {\displaystyle w} der angebotene Lohn, dann gilt {\displaystyle q=q(\mathbf {z} ,w)}. Wir unterstellen weiter, dass die Wahrscheinlichkeit, dass der Sucher ein Stellenangebot annimmt, {\displaystyle p} beträgt. {\displaystyle p} ist seinerseits abhängig vom individuellen Reservationslohn {\displaystyle w^{R}} und darüber hinaus wieder von persönlichen Eigenschaften (repräsentiert durch {\displaystyle \mathbf {z} }), sodass {\displaystyle p=p(\mathbf {z} ,w^{R})}.
Die Wahrscheinlichkeit, die Offerte anzunehmen, ist dann
{\displaystyle p(z,w^{R})=\int _{w^{R}}^{\infty }q(\mathbf {z} ,w)\cdot f(w)dw}
wobei man intuitiv zu dieser Formel gelangt, indem man für jeden Lohnsatz über dem Reservationslohn prüft, mit welcher Wahrscheinlichkeit man eine entsprechende Offerte erhält und dann diese Wahrscheinlichkeit mit der Wahrscheinlichkeit, dass ein kontaktiertes Unternehmen überhaupt einen solchen Lohn anbietet, gewichtet. {\displaystyle q\cdot f(w)} bezeichnet damit gerade die Wahrscheinlichkeit, einen konkreten Lohnsatz {\displaystyle w} zu erhalten; die Wahrscheinlichkeit, eine Offerte anzunehmen, ist folglich gerade die Summe der Wahrscheinlichkeiten, eine spezifische Offerte anzunehmen, und zwar bezogen auf jede Offerte, deren angebotener Lohn mindestens so hoch wie der Reservationslohn des Suchers ist.
Damit beträgt der erwartete Lohn eines in der nächsten Periode akzeptierten Angebots
{\displaystyle \mathbb {E} (w\mid w\geq w^{R})={\frac {\int _{w^{R}}^{\infty }w\cdot q(\mathbf {z} ,w)\cdot f(w)dw}{\int _{w^{R}}^{\infty }q(\mathbf {z} ,w)\cdot f(w)dw}}}
Suchoptimal ist offensichtlich eine Strategie, bei der der diskontierte Erwartungswert des aus der Offerte resultierenden Einkommens dem erwarteten Ertrag aus der Fortsetzung der Suche entspricht. Zunächst definiert man den Erwartungswert des Reservationslohnes. Dieser entspricht schlicht der diskontierten Summe aller Lohnzahlungen in dieser Höhe über den gesamten Zeitverlauf, also
{\displaystyle \sum _{t=0}^{\infty }{\frac {w^{R}}{(1+r)^{t}}}={\frac {(1+r)\cdot w^{R}}{r}}}
nach den Rechengesetzen über die Geometrische Reihe. Um die Höhe des erwarteten Payoffs zu bestimmen, der bei Ablehnung der Offerte anfiele, zerlegt man diesen zunächst nach den jeweiligen Suchschritten bzw. Perioden. Der diskontierte Wert des unmittelbar auf die Ablehnung folgenden Schrittes ist dann
{\displaystyle u-c+\sum _{t=1}^{\infty }{\frac {p(\mathbf {z} ,w^{R})\cdot \mathbb {E} (w\mid w\geq w^{R})}{(1+r)^{t}}}},
wobei {\displaystyle u} beispielsweise für Zuwendungen aus einer Arbeitslosenversicherung stehen kann und {\displaystyle c} den Suchkosten entspricht, die dem Akteur durch die erneute Einholung einer Offerte entstehen. Darunter mögen direkte Kosten wie Anfahrt oder Ähnliches zu verstehen sein, insbesondere aber auch Opportunitätskosten, die dadurch anfallen, dass der Akteur dadurch in seinen sonstigen Aktivitäten gehemmt ist.
Unter Berücksichtigung der Tatsache, dass der Sucher mit Wahrscheinlichkeit {\displaystyle 1-p} zu Beginn der Folgeperiode noch arbeitslos ist und unter Rücksichtnahme auf den unter dem nominalen Wert liegenden Barwert zukünftiger Lohnersatzeinkommen und Suchkosten gilt für das erwartete Einkommen in der Folgeperiode analog
{\displaystyle \left(1-p(\mathbf {z} ,w^{R})\right)\cdot \left({\frac {u-c}{1+r}}+\sum _{t=2}^{\infty }{\frac {p(\mathbf {z} ,w^{R})\cdot \mathbb {E} (w\mid w\geq w^{R})}{(1+r)^{t}}}\right)}
In der Summe (das heißt für alle Folgeperioden) führt dies auf einen erwarteten Payoff von
{\displaystyle {\frac {(u-c)(1+r)}{r+p(\mathbf {z} ,w^{R})}}+p(\mathbf {z} ,w^{R})\cdot \mathbb {E} (w\mid w\geq w^{R})\cdot {\frac {1+r}{r[r+p(\mathbf {z} ,w^{R})]}}}
Dieser muss nun aber gerade gemäß obiger Bedingung identisch zur Summe der diskontierten Reservationslöhne sein, was nach einigen Umformungen auf
{\displaystyle w^{R}={\frac {r(u-c)+p(\mathbf {z} ,w^{R})\cdot \mathbb {E} (w\mid w\geq w^{R})}{r+p(\mathbf {z} ,w^{R})}}}
führt.

#### Interpretation

Linksverschiebung der Dichtefunktion nach negativem Schock auf die Arbeitsnachfrage. Der Sucher unterliegt einem Wahrnehmungsfehler, da er die Lohnofferte fälschlicherweise als unterhalb des Erwartungswerts perzepiert.

Aus den Modellergebnissen des Modells lassen sich einige wichtige Erkenntnisse für das Suchverhalten von Arbeitsanbietern ableiten. Der Reservationslohn ist hier abhängig vom Diskontierungssatz, der Stellenangebotswahrscheinlichkeit, der Stellenannahmewahrscheinlichkeit sowie dem erwarteten Lohn. Klare Aussagen zu den Auswirkungen dieser Variablen lassen sich beispielsweise hinsichtlich des (bedingten) Erwartungswerts des Lohnsatzes treffen. Je höher dieser ist, desto größer wird der individuelle Reservationslohn des Suchers sein, weil sich die Fortsetzung der Suche dann eher lohnt. Die Höhe der Zuwendungen im Fall von Arbeitslosigkeit (Arbeitslosengeld oder dergleichen) beeinflusst den Reservationslohn ebenfalls positiv, weil hierdurch die Kosten eines weiteren Suchschrittes geringer werden. So lange der direkte Nettoertrag aus dem nächsten Suchschritt, {\displaystyle u-c} (also Arbeitslosenunterstützung abzüglich der direkten Suchkosten) nicht schon positiv ist und darüber hinaus auch noch den erwarteten Lohn {\displaystyle \mathbb {E} (w\mid w\geq w^{R})} übersteigt, wirkt sich weiterhin auch ein höherer Diskontsatz {\displaystyle r} negativ auf den Anspruchslohn aus. Da ein höheres {\displaystyle r} eine höhere Gegenwartspräferenz anzeigt, erscheint dieses Ergebnis einsichtig, da der Sucher somit das bisherige Einkommen höher schätzt als ein etwaiges höheres in der Zukunft. Unter derselben Einschränkung ist die Wirkung von {\displaystyle p} hingegen positiv bezüglich des Reservationslohns – je höher die Wahrscheinlichkeit, eine Stelle anzunehmen, desto höher muss ceteris paribus auch der Lohn sein, den man sich davon erhofft.
Die suchtheoretische Modellvorstellung macht auch deutlich, wovon die Länge von Arbeitslosigkeit abhängig sein kann. Naheliegenderweise wird die Länge der durchschnittlichen Suchdauer (bis zur Beschäftigung) positiv mit dem Reservationslohn korrelieren. Eine hohe Arbeitslosenunterstützung und eine niedrige Gegenwartsvorliebe können dabei ebenso die Dauer der Arbeitslosigkeit erhöhen wie ein hoher erwarteter Lohnsatz. Dies kann in Zeiten, in denen es zu Schocks auf die Arbeitsnachfrage kommt (zum Beispiel bei Rezessionen oder Ähnlichem) dazu führen, dass Arbeitsanbieter bei der Bildung ihrer Lohnansprüche die veränderte Wirtschaftslage nicht oder nicht ausreichend berücksichtigen, indem sie eine (Links)verschiebung der Dichtefunktion {\displaystyle f(w)} nicht als solche erkennen, sondern bei Sichtung einer niedrigen Offerte lediglich davon ausgehen, sich auf einem äußeren Punkt der bisherigen Dichtefunktion zu befinden, also nur zufällig ein besonders ungünstiges Angebot erhalten zu haben (siehe Abbildung). Dies verlängert den Suchprozess (und damit die Dauer der Arbeitslosigkeit) weiter.

#### Bewertung und Erweiterungen
Eine offensichtliche Unzulänglichkeit des dargestellten Modells besteht darin, dass die Sucher allesamt von einem Zustand der Arbeitslosigkeit in einen Zustand der Erwerbstätigkeit übergehen (möchten). Dieser Ausschluss einen „Turnovers“ kann am einfachsten dadurch umgangen werden, dass man die Periode der Erwerbstätigkeit exogen begrenzt, indem man beispielsweise einen „Entlassungsparameter“ einführt, der, einer bestimmten Verteilung folgend, Jobs terminiert (siehe zum Beispiel Wright 1987). Der grundlegendere Erweiterungsansatz beruht aber darauf, die so genannte „On-the-Job“-Suche explizit zu modellieren. Angefangen mit dem Modell von Kenneth Burdett (1978) wurden diese Modelle auch immer wieder als theoretisches Fundament für mehrere empirische Erkenntnisse zum Suchverhalten genutzt, darunter der Tatsache, dass ein höheres Alter der Beschäftigten üblicherweise mit einer geringeren Kündigungswahrscheinlichkeit einhergeht.
Problematisch am obigen Modell ist weiterhin, dass es voraussetzt, dass den Suchern die Verteilungsfunktion {\displaystyle f(w)} bekannt ist. Ein Teil der Literatur ist daher dazu übergegangen, Lerneffekte über die Verteilungsfunktion in das Modell miteinzubeziehen. Michael Rothschild (1974) setzte für seine Version des Suchmodells (das allerdings nicht auf den Arbeits-, sondern auf einen Gütermarkt bezogen war; das Problem ist aber analog) beispielsweise voraus, dass der Sucher zwar von einer festen Dichtefunktion ausgeht, bei der er zunächst von einem bestimmten Preis ausgeht, den er erzielen will, nach einer bestimmten Häufigkeit des Nichterreichens dieses Preises aber seine Preisvorstellung revidiert. Damit soll auch der Beobachtung Rechnung getragen werden, dass individuelle Reservationslöhne typischerweise mit der Dauer der bisherigen Arbeitslosigkeit fallen, was die Standardmodelle nicht erklären können (praktische Implikationen des kontinuierlichen Revisionsprozesses der Verteilungsfunktionen finden sich auch bei Burdett/Vishwanath 1988).
Die Grundannahme, dass lediglich die Lohnhöhe für die Akzeptanz einer Job-Offerte relevant ist, kann dahingehend konzeptionell modifiziert wird, dass statt des Lohnes der durch den Arbeitsplatz entstehende Nutzen zum entscheidungsrelevanten Kriterium erhoben wird; in einer entsprechenden Nutzenfunktion kann so beispielsweise neben der Lohnhöhe auch die Arbeitszeit Niederschlag finden.
Im Kern handelt es sich bei suchtheoretischen Modellen dieser Art um angebotsseitige Theorien – wie sich die Arbeitsnachfrage zusammensetzt oder wie sich in der Realität die Löhne herausbilden vermögen sie nicht hinreichend zu erklären.
Eine neuere und weit verbreitete Klasse von Suchmodellen randomisiert den Such- und Einstellungsprozess. Im Nachgang des ursprünglichen Modells von Christopher Pissarides (1985) wird dabei die Einstellungswahrscheinlichkeit mittels einer – konzeptionell bereits auf Peter A. Diamond (1982) zurückgehenden – Matching-Funktion modelliert; der Lohn wiederum bestimmt sich sodann auf Grundlage eines Verhandlungsspiels. Diese im Bereich der arbeitsmarktökonomischen Forschung zentralen Matching-Prozesse sind im Detail Gegenstand des folgenden Abschnitts.

### Eine Makro-Ebene – Matching und der randomisierte Suchprozess
Die Modellierung von Interaktionen auf dem Arbeitsmarkt mittels einer Matching-Funktion birgt primär den Vorteil, Friktionen auf einfache Weise und ohne Notwendigkeit zur Generalrevision modelltheoretischer Grundlagen modellieren zu können. Dabei können Friktionen verschiedener Art sein: Schocks auf wichtige makroökonomische Kenngrößen des Arbeitsmarktes wie der Zahl der Arbeitsnachfrager können so ebenso berücksichtigt werden wie Schocks auf Verhaltensparameter der Arbeitsanbieter (zum Beispiel eine höhere Suchintensität). Der nachfolgende Abschnitt skizziert die einfachste Form der Matchingfunktion. Die Darstellung des Grundmodells folgt dabei Pissarides 2000 und Economic Sciences Prize Committee of the Royal Swedish Academy of Sciences 2010.

#### Grundlagen und Beveridge-Kurve
Sei {\displaystyle L} die Zahl der Erwerbsfähigen, {\displaystyle u} der Anteil der Erwerbsfähigen, der aktiv eine Arbeitsstelle sucht, und {\displaystyle v} der Anteil der Erwerbsfähigen, für den eine offene Stelle bereitsteht. Dann beträgt die Anzahl der Jobsucher gerade {\displaystyle uL} und die Anzahl der offenen Stellen {\displaystyle vL}. Man definiert eine Matchingfunktion
{\displaystyle mL=\!\,m(uL,vL)};
wobei {\displaystyle mL} die Zahl der Neueinstellungen ist. Für die weiteren Berechnungen voraus gesetzt ist zudem, dass {\displaystyle mL} monoton in seinen beiden Argumenten steigt sowie konkav und homogen vom Grade eins ist (konstante Skalenerträge).
Das Verhältnis offener Stellen zur Zahl der Arbeitssuchenden wird mit {\displaystyle \theta } bezeichnet und es gilt entsprechend {\displaystyle \theta =vL/uL=v/u} – man bezeichnet dieses Verhältnis von Vakanzen zu Arbeitslosen im Folgenden mit Pissarides als „Marktanspannung“. Des Weiteren definiert man eine Stellenbesetzungswahrscheinlichkeit {\displaystyle q(\theta )}. Intuitiv erschließt sich ihr Zusammenhang zur Matchingfunktion dadurch, dass das Produkt aus Stellenbesetzungswahrscheinlichkeit und der Zahl der offenen Stellen der Zahl der Neueinstellungen entsprechen sollte, das heißt also {\displaystyle q\cdot (vL)=mL=m(uL,vL)}. Umstellen liefert die Definition von {\displaystyle q}:
{\displaystyle q(\theta )\equiv {\frac {m(uL,vL)}{vL}}={\frac {m(u,v)}{v}}=m\left({\frac {u}{v}},1\right)=m\left({\frac {1}{\theta }},1\right)}
(unter Ausnutzung der Homogenitätseigenschaft).
Betrachtet man nun ein gewisses Zeitintervall, beträgt die Wahrscheinlichkeit, dass ein Arbeitsloser eine neue Arbeitsstelle findet, {\displaystyle \theta q(\theta )}. Die durchschnittliche Dauer der Arbeitslosigkeit entspricht gerade dem Kehrwert, {\displaystyle 1/[\theta q(\theta )]}. Die durchschnittliche Dauer der Arbeitslosigkeit ist in unbestimmter Weise abhängig von der Marktanspannung. Aus Anbietersicht führt ein hohes {\displaystyle \theta } zu einer höheren Wahrscheinlichkeit, Arbeit zu finden; aus Sicht der Arbeitsnachfrager kann eine Vakanz aber bei kleinerem {\displaystyle \theta } schneller besetzt werden ({\displaystyle q'(\theta )<0}). Mit ähnlicher Begründung erklären sich die so genannten Suchexternalitäten infolge einer Ausweitung der Zahl der Sucher: Ein zusätzlicher Sucher steigert die Wahrscheinlichkeit, dass ein anderer Arbeitsanbieter keine Beschäftigung findet (diese beträgt gerade {\displaystyle 1-\theta q(\theta )}) und senkt die Wahrscheinlichkeit, dass ein Unternehmen eine Stelle nicht besetzen kann (diese beträgt {\displaystyle 1-q(\theta )}).

Beveridge-Kurve in der -Ebene. Eine Erhöhung der Kündigungsrate von auf führt zu einer Verschiebung der Kurven nach oben.

Beveridge-Kurve in der -Ebene.

Man unterscheidet dann zwei Stromgrößen, den Fluss aus dem Pool der Beschäftigten in den Pool der Arbeitslosen (job destruction) und den umgekehrten Fall (job creation). Arbeitslosigkeit kommt in diesem vereinfachten Modell einzig als Resultat idiosynkratischer Produktivitäts- oder Outputschocks vor, der mit einer gewissen Wahrscheinlichkeit ({\displaystyle \lambda }) auf ein konkretes Arbeitsverhältnis „einfallen“. Anders als in komplexeren Modellen, in denen diese Schocks nur mit einer gewissen Wahrscheinlichkeit überhaupt zu einer Auflösung des Arbeitsverhältnisses führen, nehmen wir hier an, dass jeder Schock zur Trennung vom Arbeitnehmer führt. Nimmt man dann für eine kurze Zeitperiode an, dass {\displaystyle L} konstant ist, beträgt die durchschnittliche Zahl derer, die arbeitslos werden, {\displaystyle \lambda (1-u)L} – {\displaystyle (1-u)L} ist ja die Zahl der Beschäftigten. Im selben Intervall werden jedoch auch wieder einige Arbeitslose erwerbstätig. Weil {\displaystyle uL} die Zahl der Arbeitslosen ist und bereits oben {\displaystyle \theta q(\theta )} als Wahrscheinlichkeit ermittelt wurde, dass ein Arbeitsloser eine Arbeitsstelle findet, können wir die durchschnittliche Zahl derer, die in der Zeit eine Beschäftigung finden, durch {\displaystyle \theta q(\theta )uL} quantifizieren.
Im Steady-State müssen Zu- und Abgänge zum Arbeitslosenpool gerade identisch sein, das heißt {\displaystyle \lambda (1-u)L=\theta q(\theta )uL}. Löst man diese Gleichung nach {\displaystyle u} auf, ergibt sich
{\displaystyle u={\frac {\lambda }{\lambda +\theta q(\theta )}}\qquad {\text{(Beveridge-Kurve)}}}.
Hierbei handelt es sich um eine Gleichgewichtsbedingung. Sie ordnet einer gegebenen Kündigungsrate und Marktanspannung eine Arbeitslosenquote {\displaystyle u} zu; das so definierte {\displaystyle u} bezeichnet man dann als gleichgewichtige Arbeitslosigkeit. Durch die Bedingung ist die so genannte Beveridge-Kurve gegeben. Graphisch repräsentiert in einem {\displaystyle (\theta ,u)}-Diagramm wird so offenbar, dass die Arbeitslosigkeit negativ von der Marktanspannung {\displaystyle \theta } abhängig ist. Je höher die Marktanspannung, das heißt je höher die Zahl der Vakanzen im Verhältnis zur Zahl der Arbeiter, desto geringer die Arbeitslosenquote. Eine exogene Erhöhung der Kündigungsrate führt dazu, dass bei gegebener Marktanspannung die Arbeitslosigkeit ansteigt, sodass sich die Kurve nach oben verschiebt. Überträgt man die Beziehung in ein {\displaystyle (u,v)}-Diagramm, zeigt sich ebenfalls ein fallender Verlauf der entsprechenden Kurve. Je höher die Zahl der vakanten Stellen, desto höher die Marktanspannung und desto geringer die Arbeitslosigkeit. Hier führt ein Anstieg von {\displaystyle \lambda } dazu, dass sich die Kurve nach rechts verschiebt, weil für jeden gegebenen Anteil vakanter Stellen die korrespondierende Arbeitslosenquote nunmehr höher liegt.

#### Job Creation
Die in der Beveridge-Kurve inkorporierte Steady-State-Bedingung enthält mit {\displaystyle \theta } eine noch weitgehend unbestimmte Variable (das Modell beinhaltet noch keine Informationen darüber, woraus sich die Zahl der offenen Stellen ergibt); es lässt sich allerdings zeigen, dass mit den Modellannahmen hierfür ein eindeutiger Wert bestimmt werden kann, sodass auch die Gleichgewichtsarbeitslosigkeit {\displaystyle u} für jeden durch {\displaystyle \theta } und {\displaystyle \lambda } gegebenen Marktzustand eindeutig bestimmt ist.
Wann wird ein Arbeiter eingestellt? Man nehme an, dass jede Firma genau jeweils einen Arbeiter einstellen kann, ihm stets kündigen kann und dies situationsabhängig auch tut, und nur dann produzieren kann, wenn sie einen Arbeiter beschäftigt. Die Produktivität des Arbeiters sei allgemein der Wert des Outputs und betrage {\displaystyle y} (fixe Arbeitszeit); die Einstellungskosten seien proportional zur Produktivität und betragen {\displaystyle cy} pro Zeitspanne ({\displaystyle c} steht dabei zum Beispiel für Suchkosten oder die Kosten des Vertragsabschlusses); die Lohnkosten seien durch {\displaystyle w} gegeben. Der Marktwert einer besetzten Stelle betrage {\displaystyle J}, derjenige einer Vakanz {\displaystyle V}. Um zur so genannten Job-Creation-Bedingung zu gelangen, ist es nötig, diese beiden Marktwerte explizit zu berechnen.
- {\displaystyle V}: Im Optimum entspricht der erwartete Gewinn, der der Firma aus einer offenen Stelle entsteht, dem erwarteten Ertrag, den die Investition des Marktwerts der Vakanz auf dem Kapitalmarkt erbringen würde. Die Investition in die Vakanz kostet zunächst {\displaystyle cy}. Mit Wahrscheinlichkeit {\displaystyle q} wird die Vakanz besetzt und erbringt sodann einen Gewinn in Höhe von {\displaystyle J-V}. Investiert man den Marktwert hingegen auf dem Kapitalmarkt, so erzielt man damit einen Ertrag in Höhe von {\displaystyle rV} (mit {\displaystyle r} dem Zinssatz). Im Gleichgewicht gilt demnach {\displaystyle rV=-cy+q(\theta )(J-V)}.
- Da im Gleichgewicht von den Unternehmen alle Gewinnmöglichkeiten durch die Schaffung neuer Jobs ausgenutzt werden, beträgt der Marktwert {\displaystyle V} einer Vakanz dort null. Mit der eben hergeleiteten Gleichung folgt deshalb {\displaystyle J=cy/q(\theta )}.Job-Creation-Kurve.

Job-Creation-Kurve.

- {\displaystyle J}: Zunächst bringt eine besetzte Stelle einen Nettoerlös von {\displaystyle y-w} (Outputwert minus Lohn). Allerdings wird die Stelle mit Wahrscheinlichkeit {\displaystyle \lambda } durch einen idiosynkratischen Schock wieder zerstört (und rentiert {\displaystyle V}), andernfalls besteht sie fort und rentiert {\displaystyle J}. Weil {\displaystyle V} im Gleichgewicht ohnehin null beträgt (siehe vorheriger Punkt), stellt sich für das Unternehmen mit Wahrscheinlichkeit {\displaystyle \lambda } ein Verlust von {\displaystyle J} ein. Wieder ist im Optimum der erwartete Gewinn aus einer besetzten Stelle identisch zum erwarteten Ertrag, den die Investition des Marktwerts der besetzten Stelle auf dem Kapitalmarkt erbringen würde. Es folgt {\displaystyle rJ=y-w-\lambda J}. Einsetzen des Ergebnisses aus dem vorhergehenden Punkt liefert

{\displaystyle w=y-{\frac {(r+\lambda )cy}{q(\theta )}}\qquad {\text{(Job-Creation-Bedingung)}}}.

#### Arbeiter
Nachdem im vorangehenden Abschnitt die Perspektive der Firma und damit die der Arbeitsnachfrager eingenommen wurde, soll im Folgenden das Verhalten der Arbeitsanbieter betrachtet werden. Zur Vereinfachung wird hier darauf verzichtet, dem vielfältigen Einfluss der Jobsucher auf das Gleichgewichtsergebnis Rechnung zu tragen. Anstatt wie in der Realität naheliegend zum Beispiel das Suchverhalten oder das Verhalten in Lohnverhandlungen Einfluss nehmen wird, wird in diesem Grundmodell lediglich ein Einflusskanal modelliert – die Lohnhöhe; {\displaystyle L} sei konstant und die Arbeitsproduktivität aller Arbeiter identisch. Ist ein Akteur beschäftigt, beträgt sein Einkommen {\displaystyle w}, während der Arbeitssuche (bzw. der Arbeitslosigkeit) beträgt es {\displaystyle z} (Arbeitslosenunterstützung, „Entsparen“ oder Ähnliches), wobei {\displaystyle z} hier, erneut vereinfachend, als nicht von der Marktsituation abhängig angenommen wird. Jeder Arbeiter ist zu jedem Zeitpunkt entweder beschäftigt oder auf der Suche nach einem Arbeitsplatz.
Sei {\displaystyle U} der Barwert der zukünftigen Einkommen aus der Arbeitslosigkeit und {\displaystyle W} der Barwert der zukünftigen Einkommen aus der Beschäftigung. Für {\displaystyle W} und {\displaystyle U} gelten folgende Erwägungen:
- {\displaystyle W}: Der Barwert der zukünftigen Einkommen eines Beschäftigten setzt sich zum einen zusammen aus dem Lohn {\displaystyle w}; allerdings besteht auch das Risiko, den Arbeitsplatz wieder zu verlieren. In diesem Fall erfährt der Akteur einen Einkommensverlust in Höhe von {\displaystyle U-W}. Daraus resultiert für den erwarteten Periodenertrag eines Beschäftigten {\displaystyle w+\lambda (U-W)}. Dieser muss im Optimum gleich dem Betrag sein, den der Arbeitnehmer auf dem Kapitalmarkt für die Anlage dieser Summe bekommen könnte. Somit gilt {\displaystyle rW=w+\lambda (U-W)}. (So lange {\displaystyle W\geq U} arbeitet der Beschäftigte weiter; hinreichend dafür ist {\displaystyle w\geq z}, was wir hier voraussetzen.)
- {\displaystyle U}: Der Barwert des zukünftigen Einkommens eines Arbeitslosen setzt sich zum einen zusammen aus dem direkten Einkommen, das er im Zustand der Nichterwerbstätigkeit generieren kann ({\displaystyle z}); allerdings findet er mit Wahrscheinlichkeit {\displaystyle \theta q(\theta )} auch wieder Arbeit und erfährt dadurch einen Einkommensgewinn in Höhe von {\displaystyle W-U}. Daraus resultiert für den erwarteten Periodenertrag eines Arbeitslosen {\displaystyle z+\theta q(\theta )(W-U)}. Dieser muss im Optimum gleich dem Betrag sein, den der Arbeitnehmer auf dem Kapitalmarkt für die Anlage dieser Summe bekommen könnte. Somit gilt {\displaystyle rU=z+\theta q(\theta )(W-U)}.[41]

#### Lohnverhandlungen
Es wird angenommen, dass nach einer erfolgreichen Zusammenkunft von Arbeiter und Arbeitgeber ein Lohn {\displaystyle w} ausgehandelt wird. Die Höhe des Lohnes hat anders als in der walrasianischen Modellvorstellung keine markträumende Funktion und keineswegs ist er das Resultat eines Über- bzw. Unterbietungswettbewerbs auf Arbeitsanbieter- bzw. -nachfragerseite. Vielmehr ist der Lohn im Alltag der Matching-Akteure der Kanal, über den in dem beim Match entstehenden bilateralen Monopol die Monopolrente aufgeteilt wird. Es muss zunächst bedacht werden, dass der Gesamtertrag, der im Gleichgewicht aus einer besetzten Stelle resultiert, höher ist als die Summe aus dem Marktwert des besetzten Jobs, {\displaystyle J} (dem „Nutzen für die Firma“) und dem Barwert der zukünftigen
Einkommen des Beschäftigten {\displaystyle W} (dem „Nutzen für den Arbeiter“); dies deshalb, weil die Zerstörung des Arbeitsverhältnisses für beide Seiten wieder Suchkosten mit sich bringen würde. Die Rente aus einem Match beläuft sich für die Firma daher auf {\displaystyle J-V}, für den Arbeiter auf {\displaystyle W-U} und damit insgesamt auf {\displaystyle S=(J-V)+(W-U)}.

Lohnkurve in der -Ebene. Je höher die Marktanspannung, desto höher der gezahlte Lohn.

Die Aufteilung dieser Matchrente erfolge beim Aufeinandertreffen der beiden Akteure mittels eines Nash-Verhandlungsspiels. Lässt man das Symmetrieaxiom unberücksichtigt, ist durch
{\displaystyle w=\!\,\arg \max(W-U)^{\beta }(J-V)^{1-\beta }}
eine Nash-Lösung, und zwar die so genannte allgemeine Nash-Lösung, gegeben, wobei {\displaystyle \beta } ({\displaystyle 0<\beta <1}) die Verhandlungsmacht des Arbeiters, {\displaystyle 1-\beta } diejenige der Firma angibt. Notwendige Bedingung für die Lösung des Problems ist {\displaystyle W-U=\beta (J+W-V-U)}, sodass für {\displaystyle w} mit {\displaystyle rW=w+\lambda (U-W)} und {\displaystyle rJ=y-w-\lambda J} folgt, dass {\displaystyle w=rU+\beta (y-rU)} ({\displaystyle \beta } taucht hier also wieder dadurch auf, dass es den Anteil des Arbeiters an der Überschussrendite des Arbeitgebers aus der Schaffung des Arbeitsplatzes angibt). Für {\displaystyle rU} gilt wiederum im Gleichgewicht {\displaystyle rU=z+yc\theta \beta /(1-\beta )}, sodass die Lohngleichung nun auch als
{\displaystyle w=\!\,(1-\beta )z+\beta y(1+c\theta )\qquad {\text{(Lohngleichung)}}}
geschrieben werden kann (graphisch repräsentiert durch die Lohnkurve).
Aus der Lohngleichung lassen sich vielerlei Rückschlüsse auf den Lohnbildungsprozess in den Matching-Modellen ziehen. Eine hohe Marktanspannung {\displaystyle \theta } impliziert beispielsweise einen hohen Lohnsatz, da die Anbieter von Arbeit aufgrund des höheren Verhältnisses von vakanten Stellen zu Arbeitslosen eine größere Verhandlungsmacht haben. Ähnliches gilt auch für das Einkommen bei Arbeitslosigkeit – {\displaystyle z} –, das man hier als direkte outside option (und damit die Verhandlungsposition stärkend) betrachten kann. Auch hohe Einstellungskosten {\displaystyle cy} tragen zu einem relativ hohen Lohn bei, was intuitiv darauf gründet, dass Firmen bei höheren Einstellungskosten durch eine rasche Besetzung ihrer Offerte auch umso höhere Kosten sparen. Die Steigung der Lohnkurve beträgt {\displaystyle \beta yc}. Eine marginale Änderung der Marktanspannung führt also zu umso größeren Lohnzugewinnen, je höher die durchschnittlichen Einstellungskosten sind.

#### Gleichgewicht

Schnittpunkt von Job-Creation- und Lohnkurve.

Gemeinsame Darstellung der drei Kurven (nach Wagner 2004).

Das eindeutige Matching-Gleichgewicht wird durch ein Tupel {\displaystyle (u^{*},\theta ^{*},w^{*})} markiert. In diesem Punkt sind sowohl
- die Gleichung der Beveridge-Kurve,
- die Job-Creation-Bedingung als auch
- die Lohngleichung

erfüllt. JC-Bedingung und Lohngleichung definieren dabei für einen gegebenen Zinssatz {\displaystyle r} das gleichgewichtige {\displaystyle \theta ^{*}} sowie den gleichgewichtigen Lohnsatz {\displaystyle w^{*}} (Job-Creation-Kurve und Lohnkurve fungieren dabei als matchingtheoretischer Ersatz für die neoklassischen Arbeitsnachfrage- und Arbeitsangebotskurve); mit {\displaystyle \theta ^{*}} folgt sodann aus der Beveridge-Kurve die gleichgewichtige Arbeitslosigkeit {\displaystyle u^{*}}.
Die nachfolgende an Wagner/Jahn angelehnte Tabelle gibt einen Überblick über die Implikationen von Parameteränderungen:
| Übersicht über die Auswirkung der Änderung von Parametern auf die Komponenten des Matching-Gleichgewichts | Übersicht über die Auswirkung der Änderung von Parametern auf die Komponenten des Matching-Gleichgewichts | Übersicht über die Auswirkung der Änderung von Parametern auf die Komponenten des Matching-Gleichgewichts | Übersicht über die Auswirkung der Änderung von Parametern auf die Komponenten des Matching-Gleichgewichts |
| | … führt zu …                                                                                              | … führt zu …                                                                                              | … führt zu …                                                                                              |
| --- | --- | --- | --- |
| {\displaystyle \!\,w^{*}}                                                                                 | {\displaystyle \!\,\theta ^{*}}                                                                           | {\displaystyle \!\,u^{*}}                                                                                 | |
| {\displaystyle \!\,\lambda \uparrow }                                                                     | {\displaystyle \!\,-}                                                                                     | {\displaystyle \!\,-}                                                                                     | {\displaystyle \!\,+}                                                                                     |
| {\displaystyle \!\,r\uparrow }                                                                            | {\displaystyle \!\,-}                                                                                     | {\displaystyle \!\,-}                                                                                     | {\displaystyle \!\,+}                                                                                     |
| {\displaystyle \!\,y\uparrow }                                                                            | {\displaystyle \!\,+}                                                                                     | {\displaystyle \!\,(+)}                                                                                   | {\displaystyle \!\,-}                                                                                     |
| {\displaystyle \!\,\beta \uparrow }                                                                       | {\displaystyle \!\,+}                                                                                     | {\displaystyle \!\,-}                                                                                     | {\displaystyle \!\,+}                                                                                     |
Ein positiver Produktivitätsschock ({\displaystyle y\uparrow }) führt so beispielsweise zu einem höheren Lohnniveau und einer geringeren Arbeitslosenquote, indem er die Lohnkurve nach oben und die JC-Kurve nach rechts verschiebt. Damit ist bereits die Auswirkung auf die Lohnhöhe unmittelbar ersichtlich. Der positive Effekt auf die Arbeitslosenquote kann nicht direkt analytisch eingesehen werden, denn es wäre theoretisch denkbar, dass die Verschiebung der JC-Kurve im Verhältnis zu der der Lohnkurve so stark ist, dass die Marktanspannung sinkt, anstatt wie intuitiv angenommen zu steigen. Es lässt sich allerdings zeigen, dass aufgrund der Annahme, dass {\displaystyle \beta } strikt kleiner als eins ist, ein solcher Effekt nicht einstellt.
Eine Zunahme des Diskontierungssatzes {\displaystyle r} wird hingegen dazu führen, dass der Lohn fällt und die Arbeitslosigkeit steigt. Während die Lohnkurve unbeeinflusst bleibt, führt ein solcher Schock nämlich zu einer Linksverschiebung der JC-Kurve, wodurch sich wegen der positiven Steigung der Lohnkurve ein niedrigeres gleichgewichtiges Lohnniveau sowie eine geringere Anspannung einstellt. Dies folgt der Intuition, dass Arbeiter mit hoher Gegenwartspräferenz eher bereit sein werden, auch gering entlohnte Offerten anzunehmen als andere.
Bereits zuvor wurde deutlich, dass ein höheres {\displaystyle \beta } mit einem höheren Lohn einhergeht; die Gesamtbetrachtung in diesem Abschnitt zeigt, dass dies auch im Gleichgewichtszustand der Fall ist. Überdies wird aber ersichtlich, dass die höhere Verhandlungsmacht der Arbeitnehmer – graphisch über die Verschiebung der Lohnkurve nach oben und den damit verbundenen Rückgang der Marktanspannung {\displaystyle \theta } – auch zu höherer Arbeitslosigkeit führt.

### Diskussion
Das vorstehend skizzierte Matching-Modell lässt zwar vielerlei Einsichten in den Modellalltag der Marktakteure zu, doch bietet es zugleich eine mächtige Basis für Erweiterungen. Eine wichtige Komponente der in der Praxis zur Anwendung kommenden Modelle ist die Modellierung von Entscheidungen über den Kapitaleinsatz. Ebenso wie im kurzfristigen neoklassischen Modell die Veränderung des Kapitalbestandes und allfällige Substitutions- oder Komplementaritätsbeziehungen zwischen den Produktionsfaktoren Kapital und Arbeit keine Berücksichtigung fanden, kam der Kapitalbestand auch hier lediglich als fixe gegebene Größe vor (beinhaltet in der Produktivität). Moderne Matchingmodelle endogenisieren dem gegenüber die Kapitalentscheidung.
Ein weiterer bedeutender Faktor ist die simplifizierende Annahme identischer Löhne, die für jede Offerte angeboten werden und in modernen Modellen üblicherweise aufgegeben wird; basierend auf den suchtheoretischen Grundlagen, die weiter oben dargestellt wurden, würde man demgegenüber erwarten, dass die Lohnhöhe der Offerten zumindest teilweise einem Zufallsprozess unterliegt; eine einfache Möglichkeit zur Implementation besteht hier darin, dass man für die Produktivität der Matches eine Verteilungsfunktion einsetzt (der Lohn passt sich dieser dann ja an).
Seit Mitte der neunziger Jahre hat sich im Bereich der Matchingtheorie ein nunmehr als Diamond-Mortensen-Pissarides-Modell (DMP-Modell) bezeichneter Modellansatz durchgesetzt, der heute als „gegenwärtige[s] Standardmodell der Matchingtheorie“ gilt. Das auf einen Artikel von Dale Mortensen und Christopher Pissarides aus dem Jahr 1994 zurückgehende Modell trägt insbesondere dem Umstand Rechnung, dass die Produktivität eines Jobs über die Fortdauer des Arbeitsverhältnisses keineswegs wie im Grundmodell konstant bleibt, sondern vielmehr erheblichen arbeitsplatzspezifischen Schwankungen on the job unterliegt, wie sie ja auch schon die empirisch gesicherte Existenz der Konjunkturzyklen implizieren. Die Produktivitätsschocks wirken sich sodann auf die Marktpartizipanten aus, und zwar sowohl auf die Produktivität der bestehenden Jobs als auch der etwaig zu schaffenden neuen Offerten; ein Poisson-Prozess modelliert die Ankunftsrate entsprechender Schockereignisse. Im DMP-Modell setzt daraufhin ein Entscheidungsprozess ein, in dessen Zuge auf Basis einer Anpassung des Marktwerts des Arbeitsverhältnisses bestimmt wird, ob das Unternehmen den Markt ganz verlassen, die Lohnhöhe neu verhandelt oder ein bestehender Job zerstört werden soll oder nicht. Lohnverhandlungen sind somit nicht auf die Einstellung beschränkt, sondern kommen auch bei bestehenden Arbeitsverhältnissen zur Anwendung. Exogene Schocks, zum Beispiel eine Erhöhung der Arbeitslosenunterstützung, wirken sich damit also nicht mehr nur wie im obigen Grundmodell auf den Job-Creation-, sondern auch auf den Job-Destruction-Prozess aus; die vormals exogene Trennungsentscheidung wird, mit anderen Worten, endogenisiert. Große Teile der arbeitsmarktökonomischen Theorie bauen seitdem auf dem DMP-Modell auf. Erweiterungen des Modells berücksichtigen beispielsweise:
- Job-to-Job-Bewegungen[49] (Schaffung und Zerstörung von Arbeitsverhältnisses hängen dort zusammen)
- On-the-Job-Suchanstrengungen von Arbeitnehmern,[50] womit gemeint ist, dass die Arbeitnehmer ihre Suchanstrengungen nicht nach Akzeptanz eines Jobangebots sofort wieder einstellen;
- die explizite Modellierung der Heterogenität von Arbeitern und/oder Firmen[51].

Eine Übersicht über verschiedene explizite Matching-Funktionen findet sich bei Petrongolo/Pissarides 2001.
Eine andere Modellklasse ist diejenige der kompetitiven Suchmodelle (zurückgehend unter anderem auf Moen 1997), in denen an die Stelle der zufälligen Ankunft von Arbeitern an einem Unternehmen (wie im matchingtheoretischen Grundmodell oder dem DMP-Modell) eine zweistufige Lösung tritt: Zunächst macht eine Gruppe von Akteuren ein Lohnangebot, dann sucht die andere Gruppe das lukrativste Angebot aus. In einer einfachen Version machen beispielsweise Firmen (Arbeiter) ein Angebot und die Arbeiter (Firmen) entscheiden sich daraufhin für das höchste (niedrigste). Das primäre Abgrenzungsmerkmal zu den obig skizzierten Matching-Modellen besteht dabei in der Annahme des zielgerichteten Suchprozesses (directed search). Anders als die klassischen Matching-Modelle liefern kompetitive Suchmodelle hierdurch auch mitunter sozial effiziente Verhandlungsergebnisse. Ungeachtet der methodologischen Nähe bieten derlei Modelle mit zielgerichteten Suchprozessen eine größere Einsicht in den Matching- und Verhandlungsprozess: Während beispielsweise noch im DMP-Modell die Matchrente im Rahmen des Nash-Verhandlungsspiels (ex post) exogen aufgeteilt wird, liegt die Aufteilung hier in der Macht der Matching-Akteure – Arbeiter beziehungsweise Firmen sind bei ihrer Ex-Ante-Entscheidung über die offerierte Lohnhöhe im ständigen Trade-off zwischen Einstellungswahrscheinlichkeit und Lohnhöhe. Versionen des Modells beziehen zudem noch spezifische Heterogenitätsfaktoren mit ein, die zu Friktionen führen.